# بانكستاون
بانكستاون، التي سميت تشريفا لعالم النبات البريطاني السير جوزيف بانكس، هي ضاحية تقع على بعد 20 كيلومترًا جنوب غرب منطقة الأعمال المركزية في سيدني، في ولاية نيو ساوث ويلز، أستراليا. سكانها الأصليون هم شعب بيدياجال (بالإنجليزية: Bediagal)‏، وشهدت التنقيب الأوروبي في أواخر القرن الثامن عشر واكتسبت أهميتها خلال الحرب العالمية الثانية بسبب مطار بانكستاون. اليوم، هي جزء من منطقة كانتربري بانكستاون وتفتخر بهيكل حضري متنوع مع مناطق تجارية وسكنية وترفيهية. من الناحية الديموغرافية، تطورت بانكستاون بمرور الوقت، مع مستوطنينها الأوائل من بريطانيا وأيرلندا، والمهاجرين الأوروبيين بعد الحرب العالمية الثانية، والوافدين حديثًا من مختلف أنحاء العالم، مما يعكس جوهرًا ثريًا متعدد الثقافات. تكثر فيها الأنشطة الثقافية والرياضية، وتعمل تحت إدارة مجلس كانتربري بانكستاون.

## التسمية
نشأ مصطلح "بانكستاون" من السير جوزيف بانكس، عالم النبات والطبيعة البريطاني، الذي رافق الكابتن جيمس كوك في رحلته الأولى إلى المحيط الهادئ. تقدير لجهوده في الدراسة التفصيلية للنباتات والحيوانات الفريدة في أستراليا خلال هذه الرحلة الاستكشافية فقد تم تسمية ضاحية بانكستاون باسمه بواسطة المستوطنين الأوائل.

## التاريخ
أطلق السكان الأصليون وهم شعب بيدياجال على بانكستاون موطنا وذلك لآلاف السنين اتضح ذلك بواسطة العديد من المواقع الأثرية والمصنوعات اليدوية المكتشفة في المنطقة. شهد عام 1795م وصول الضباط البريطانيين جورج باس وماثيو فليندرز. بعد ذلك، في عام 1813م، تلقى الكابتن جورج جونستون منحة، بمباشرة الأنشطة الزراعية الأوروبية في المنطقة. خلال الحرب العالمية الثانية في عام 1940م، قدم إنشاء مطار بانكستاون دعمًا محوريًا للقوات الجوية الملكية الأسترالية، مما ساعد العمليات في زمن الحرب.

## السكان
مرت التركيبة السكانية لضاحية بانكستاون بعدة مراحل حيث أن سكانها الأصليين هم شعب بيدياجال، تلى ذلك، المستوطنون الأوائل، وهم في المقام الأول من أصل بريطاني وأيرلندي، وذلك خلال المراحل الأولى من الاستيطان. يأتي بعد ذلك مرحلة ما بعد الحرب العالمية الثانية والتي تدفق فيها المهاجرين الأوروبيين، وخاصة من إيطاليا واليونان ويوغوسلافيا. ومن ثم في العقود الأخيرة توالت موجات المهاجرين من الشرق الأوسط وآسيا وإفريقيا، مما أدى إلى تعدد الثقافات في هذه الضاحية.

## الأنشطة الرياضية والخارجية
- بانكستاون أوفال: ملاذ لعشاق لعبة الكريكيت، يستضيف بشكل متكرر مباريات على مستوى الولاية والمستوى الوطني.
- منتزه بول كيتنج: إلى جانب كونه واحة للاسترخاء، فإنه يستضيف فعاليات ومعارض موسمية في الهواء الطلق.
- نادي بانكستاون الرياضي: موطن للأنشطة الرياضية الداخلية، من كرة الريشة إلى الاسكواش، والنوادي الترفيهية.

## معرض الصور

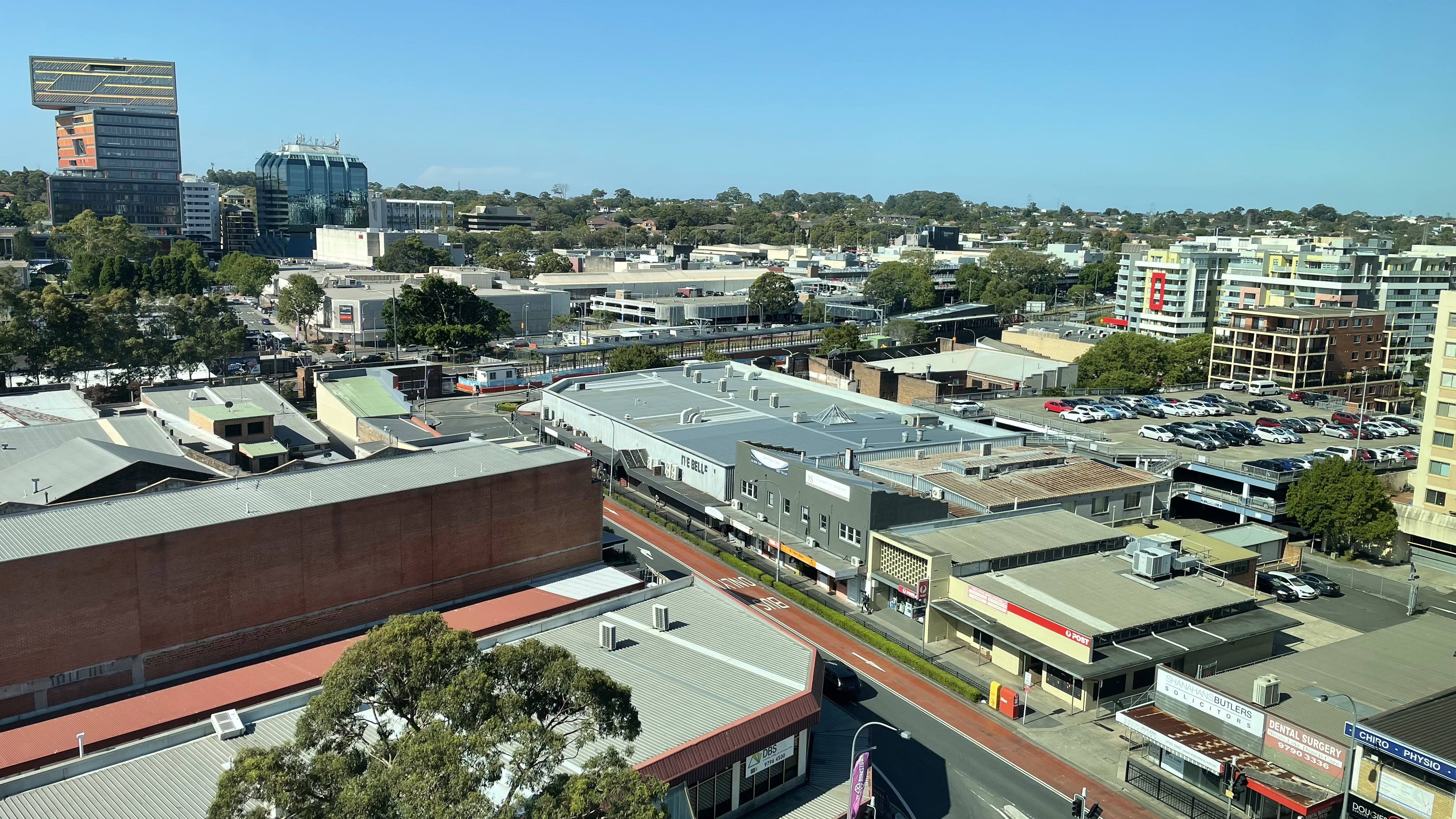
منظر جوي بالنظر شمالًا إلى منطقة الأعمال المركزية
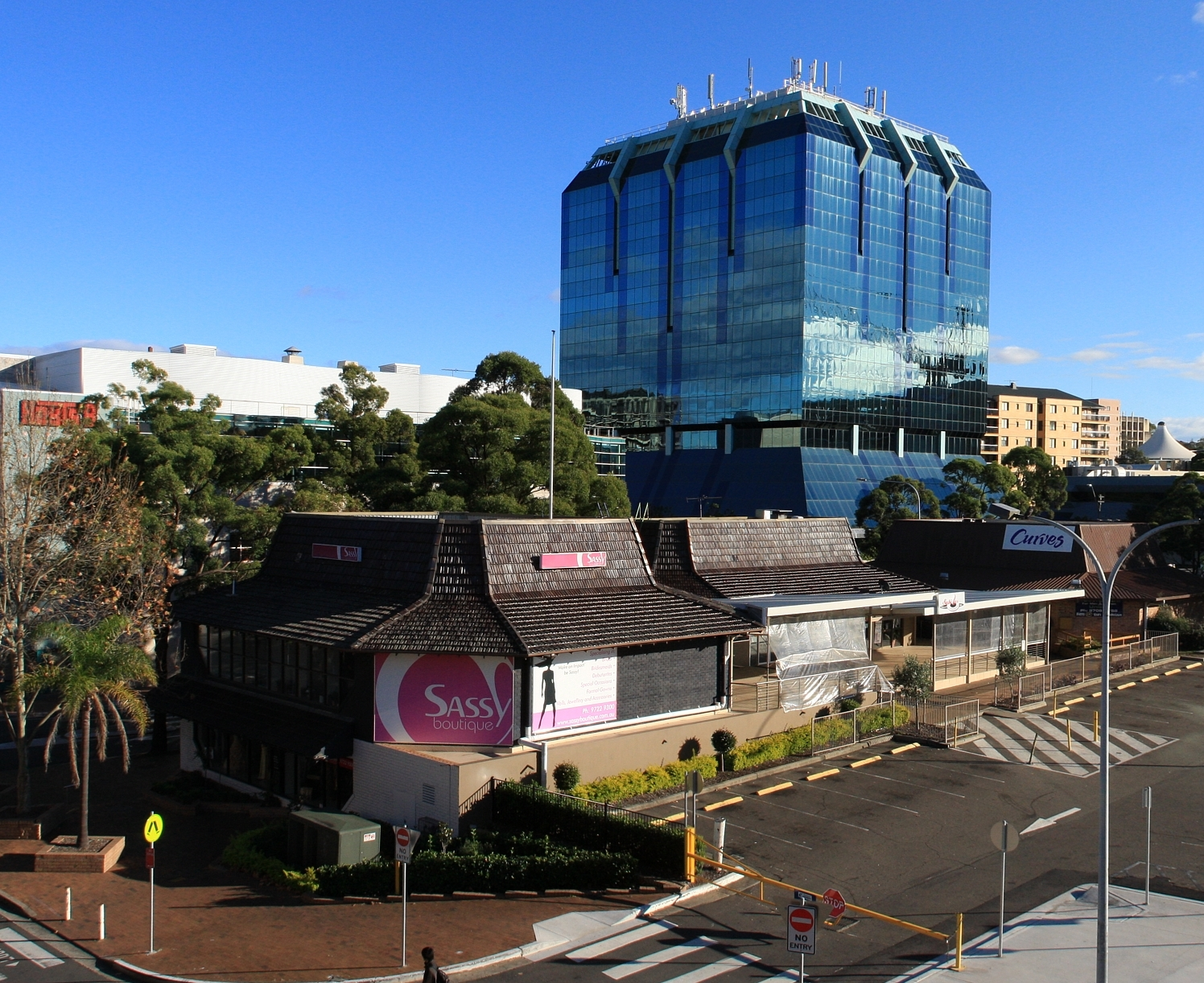
برج بانكستاون سيفيك
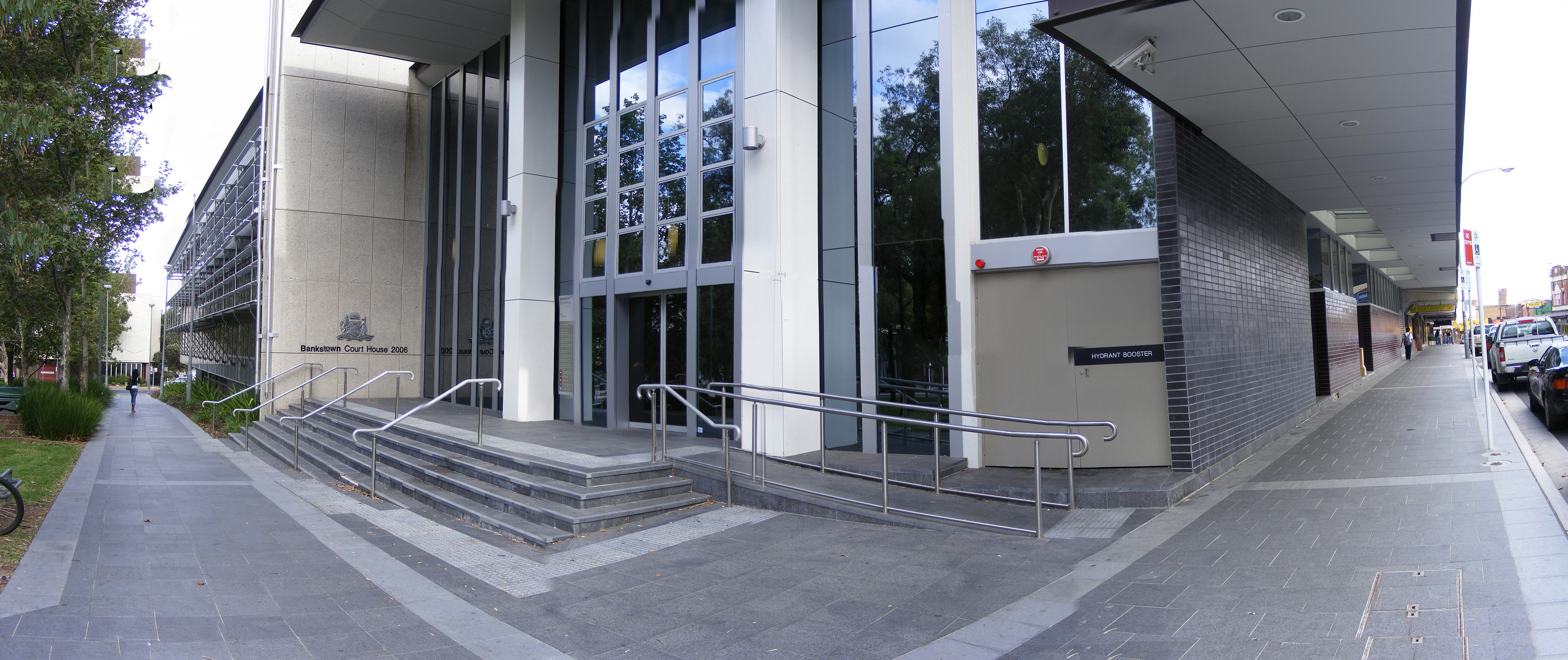
مقر محكمة بانكستاون
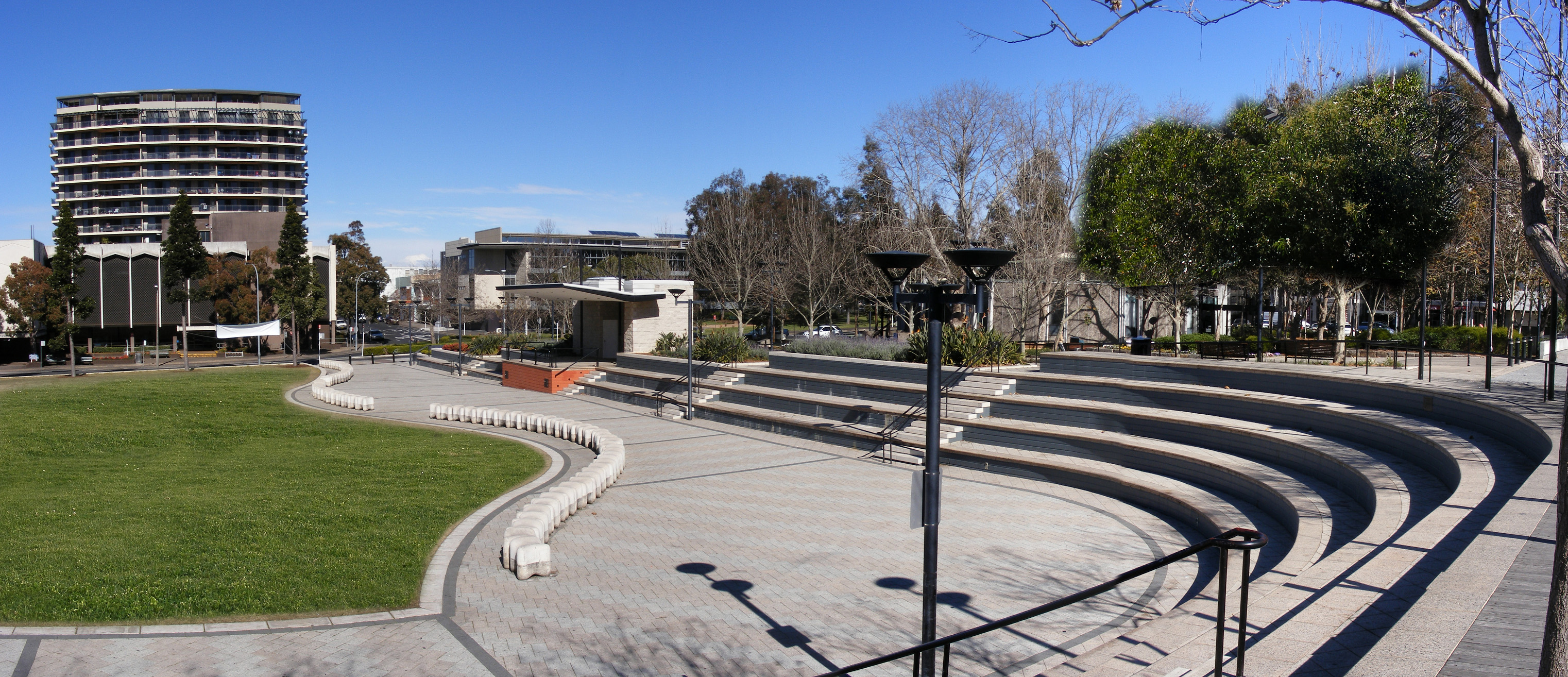
Save translation
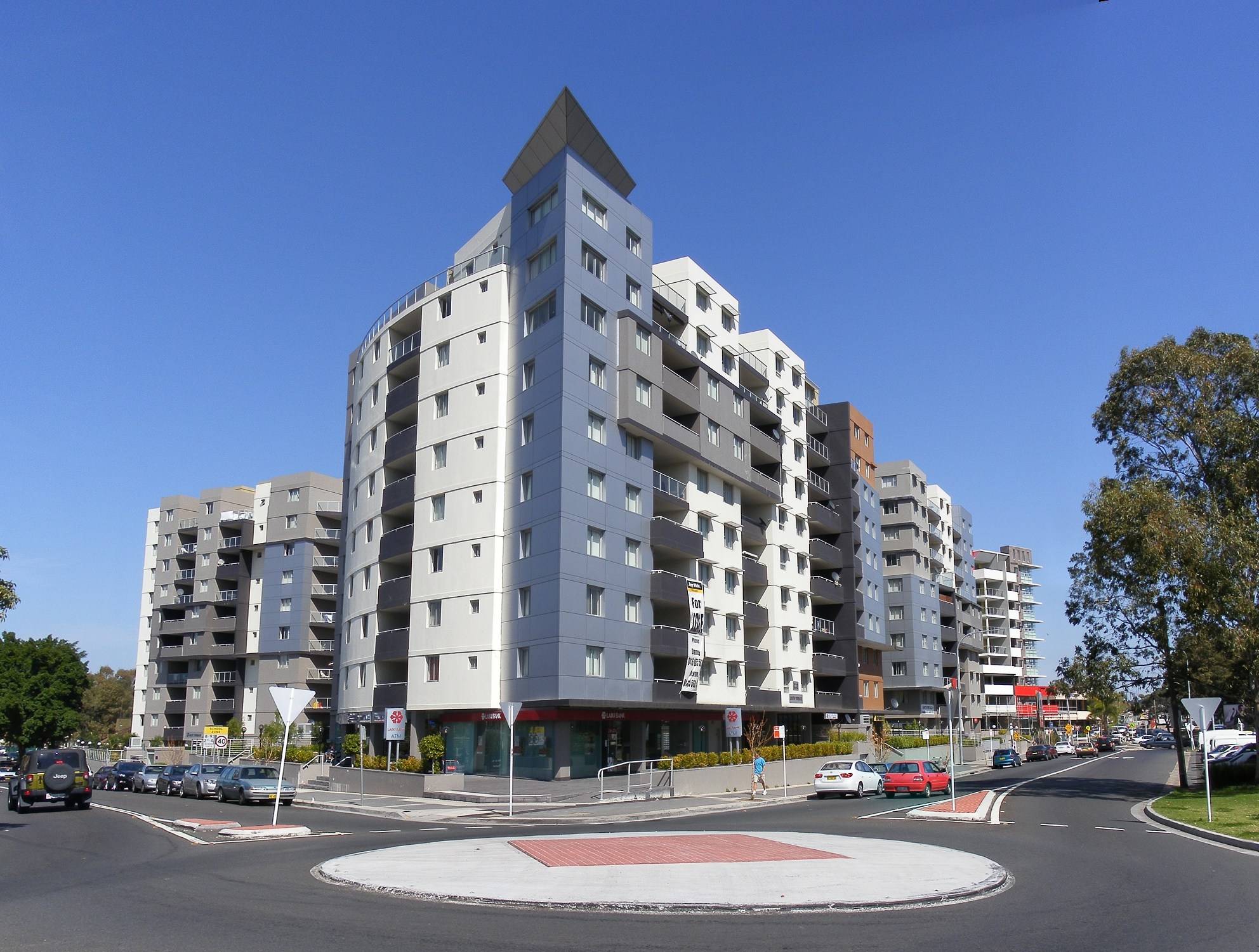
شقق معاصرة في ساوث تيراس ، بانكستاون
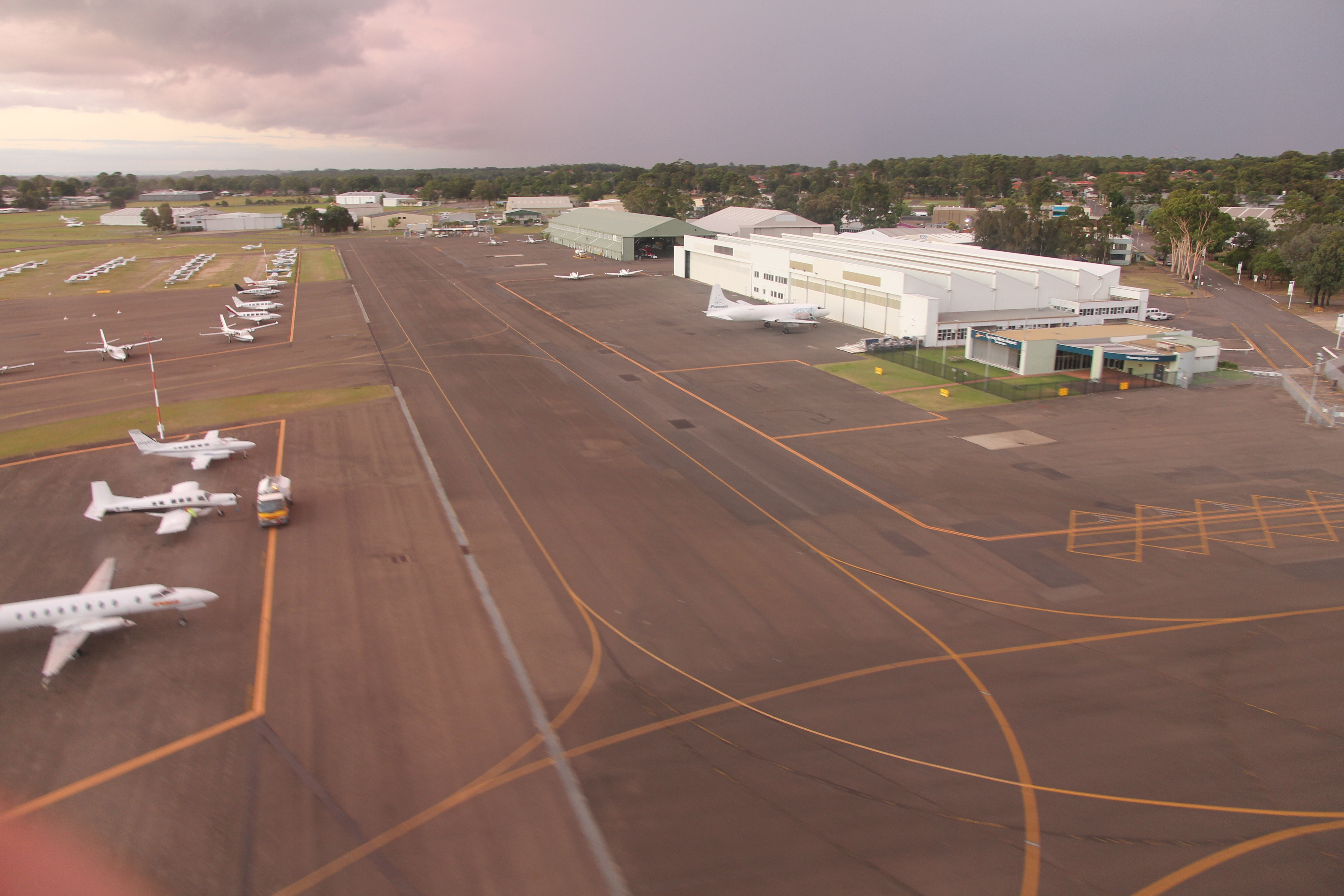
مطار بانكستاون
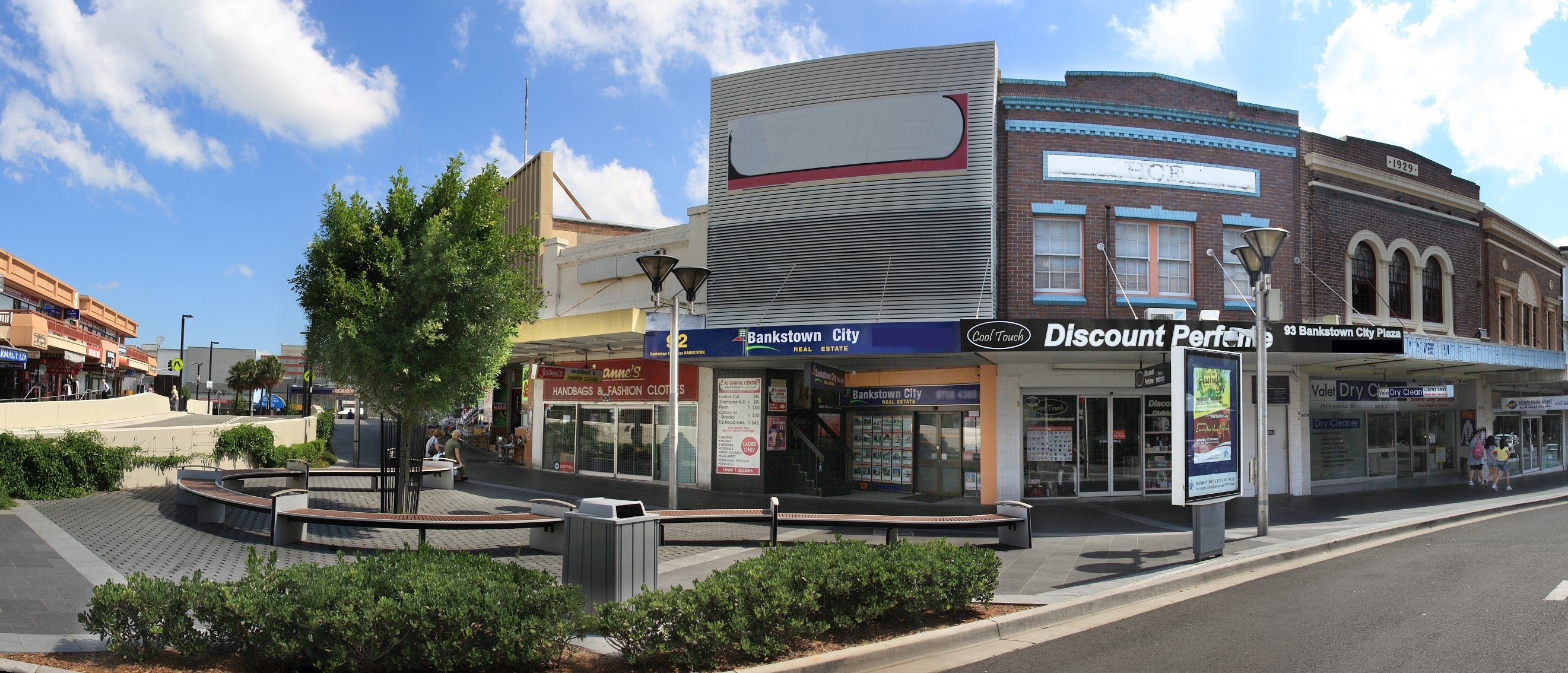
مركز تسوق المدينة القديمة، بانكستاون
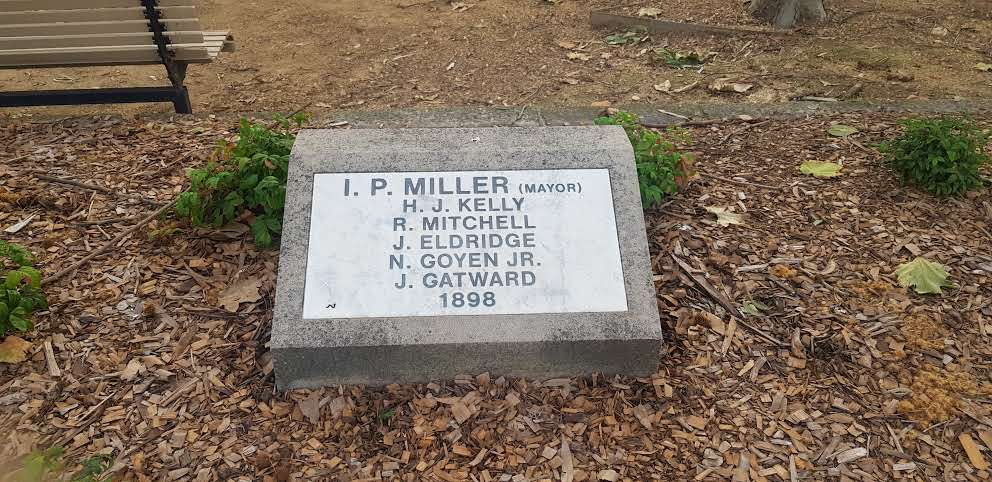
حجر الأساس لأول قاعة في ضاحية بانكستاون